# Jaromir (książę czeski)
Jaromir (zm. 4 listopada 1035) – książę czeski z dynastii Przemyślidów. Panował w latach 1003, 1004–1012 i 1033–1034. 

## Życiorys
Syn Bolesława II Pobożnego i jego żony Emmy, młodszy brat Bolesława Rudego. Po śmierci Władywoja przejął tron, jednak został obalony przez Bolesława Chrobrego, który pomógł odzyskać tron jego starszemu bratu. Powrócił na tron dzięki zbrojnej pomocy króla niemieckiego Henryka II, uzyskanej za cenę złożenia hołdu lennego Henrykowi. Należał do najwierniejszych stronników cesarskich, wspomagał Niemców w wojnie przeciwko Polakom. 
W roku 1012 został obalony przez swojego brata Oldrzycha i udał się na wygnanie. Udało mu się na krótko powrócić na tron w roku 1033. 
Został najprawdopodobniej zamordowany; według Kosmasa przez Wrszowców.